# Faras Kabir
Faras Kabir (arab. فرس كبير) – wieś w Syrii, w muhafazie Aleppo, w dystrykcie Manbidż. W 2004 roku liczyła 953 mieszkańców.